# 필립 셰리든
필립 헨리 셰리든(Philip Henry Sheridan, 1831년 3월 6일 ~ 1888년 8월 5일)은 경력 미국 육군 사관이자 미국 남북 전쟁에서 북군의 장군이었다.  그의 경력은 소장으로 그의 급격한 상승과 동부에서 포토맥군의 기마대를 지도하는 데 서부 전선에서 보병 사단의 명령으로부터 셰리든을 옮긴 율리시스 S. 그랜트 중령과 자신의 가까운 협력으로 유명했다.  1864년 그는 셰넌도어 계곡 전역에서 남군을 물리쳤고 거주민들에 의하여 "화재"로 불렸던 셰리든의 계곡의 경제 기반 시설의 파괴는 전쟁에서 초토화 전술의 첫 사용들 중의 하나였다.  1865년 그의 기마대는 로버트 E. 리 장군을 추적하였고 애퍼매턱스 코트 하우스에서 그의 항복을 강요한 것에 수단이었다.
셰리든은 그레이트플레인스의 미국 인디언 전쟁의 후반기를 기소하여 자신을 인종 차별과 인종 말살로 비난한 어떤 역사가과 함께 그의 명성을 더럽혔다.  군인과 민간인 둘다로서 그는 옐로스톤 국립공원의 개발과 보호에서 수단이었다.

## 생애
셰리든은 아일랜드 캐번주 킬린커 사목구에서 온 이민자들 존과 메리 미너그 셰리든의 6명의 자녀들 중 3번째로 뉴욕주 올버니에서 태어나 오하이오주 소머셋에서 자라왔다.  완전히 자란 그는 5 피트 5 인치 (1.65m) 만의 키에 도달하여 "Little Phil"이란 별명이 붙였다.  에이브러햄 링컨은 유명한 일화에서 그의 나타남을 이렇게 묘사하였다. - "긴 몸에 짧은 다리와 갈색의 두툼한 녀석, 그를 매다는 데 목이 부족하고 만약 발목이 가렵다면 그가 구부리지 않고 긁을 수 있는 그런 긴 팔."
셰리든은 소년으로서 촌의 잡화점들에서 일을 하였으며 결국적으로 건조물 가게를 위하여 사무원과 부기 계원이 되었다.  1848년 그는 자신의 고객들 중의 하나였던 토머스 리치 의원으로부터 미국 육군사관학교로 임명을 잡았으며, 임명을 위하여 리치의 첫 후보는 수학 실력이 떨어지고 "부족한 태도"에 의하여 불합격을 했다.  웨스트포인트에서 자신의 3년째에 셰리든은 급우 윌리엄 R. 테릴과 싸운 것으로 1년간 정학을 당했다.  이전의 날 셰리든은 퍼레이드 그라운드에서 인지된 모욕에 대한 반응으로 총검으로 그를 통과시키겠다고 위협하였다.  그는 52명의 생도들의 자신의 클래스에서 34번째로 1853년에 졸업하였다.
셰리든은 명예 진급 소위로 위임을 받았고 자신의 임무들이 리오그란데강을 따라 인디언들을 싸우는 것에 주로 구성되었던 텍사스주 덩컨 요새에서 제1 보병 연대로, 그러고나서 캘리포니아주 리딩 요새에서 제4 보병 연대로 배정되었다.  제4 연대와 그의 복무의 대부분은 태평양 북서부에서 있었으며 야키마 전쟁과 로그강 전쟁과 연루되었던 동안 1855년 윌래미트 밸리로 지형 조사 임무와 시작되어 작은 전투 팀을 지도하는 것에 경험을 얻어 상처를 입고 (오리건 준주 미들캐스케이드에서 1857년 3월 28일 총알이 그의 코를 스쳤다) 인디언 종족들과 협상을 위하여 필요했던 어떤 외교 실력들을 얻었다.  자신의 복무 기간의 일부 동안 그는 여주인과 살았는 데 인디언 여성이며 클리키타트족 추장의 딸 시드나요 (그녀의 백인 친구에 의하여 "프란세스"로 불림)였다.
1875년 6월 3일 셰리든은 육군 병참장교 대니얼 R. 러커 장군의 딸 아이린 러커에게 결혼하였다.  그들은 4명의 자녀들 - 메리 (1876년생), 쌍둥이 딸 아이린과 루이즈 (1877년생)와 아들 필립 2세 (1880년)를 두었다.  결혼식 후에 셰리든과 그의 부인은 워싱턴 D. C.로 이주하였다.  그들은 1871년 시카고 대화재가 일어난 후 셰리든의 도시의 보호를 위한 감사에 시카고 시민들에 의하여 자신들에게 주어진 집에 살았다.
셰리든은 자신의 회고록을 출판업자에게 보낸지 2개월 후에 일련의 대규모 심근경색을 겪었다.  57세 만의 나이에도 힘든 생활과 힘든 캠페인과 좋은 음식과 음료의 평생 사랑은 그들의 대가를 치루었다.  자신의 청년 시절에 날씬했던 그는 200 파운드 이상을 도달하였다.  자신의 첫 심근경색에 미국 의회는 그를 육군  원수로 승진시키는 데 입법을 빠르게 통과시켰고 그는 자신의 고통에 불구하고 기쁨과 함께 의원들로부터 소식을 받았다.  그의 가족은 워싱턴의 열기로부터 그를 옮겼고 그는 매사추세츠주 브리스틀군에 있는 자신의 휴양 별장에서 사망하였다.  그의 시신은 워싱턴으로 돌아와 알링턴 국립묘지에 있는 알링턴 하우스 근처에 수도 도시를 향하는 언덕에 안장되었다.  그의 부인 아이린 여사는 전혀 재혼하지 않았으며 "난 살아있는 아무 남자의 부인이기 보다는 차라리 필 셰리든의 미망인이 되겠다."고 말했다.
필립 셰리든 2세는 자신의 부친의 발자취를 따라가 1902년 웨스트포인트 클래스의 거의 마지막으로 졸업하였다.  그는 시어도어 루스벨트 대통령에 군사 보좌관 기마대 중위로 복무하였다.  그도 또한 1918년 37세의 나이에 심근경색에 의하여 쓰러졌다.

## 미국 남북 전쟁

### 서부 전선
1861년 가을 셰리든은 제13 보병 연대로 배정을 위하여 미주리주 제퍼슨 병영으로 여행을 떠나는 명령을 받았다.  그는 오리건주 얌힐의 자신의 명령으로부터 출발하여 샌프란시스코를 거쳐 파나마 지협을 건너 뉴욕을 지나 잠시의 휴가 동안 소머셋의 고향으로 갔다.  자신의 새로운 직책에 그는 미주리 주무국의 행정이 1천 2백만 달러의 빚의 상태로 놓은 쓸데없는 지출과 사기의 혐의로 더럽혀진 자신의 직계 전임자 존 C. 프리몬트의 재정 기록들을 감사하는 데 그의 복무를 징발했던 헨리 W. 핼렉 소장에게 세인트루이스에서 예의상의 전화를 걸었다.
12월 셰리든은 미주리주 남서부 육군의 최고 대리 사관으로 임명되었으나 자신에게 병참장교의 직위도 주는 데 핼렉 소장을 확신시켰다.  1862년 2월 그는 새뮤얼 커티스 소장의 동료에 의하여 자신의 참모 직위에 대체되기 전에 커티스에게 임무를 위하여 보고하고 피리지 전투에서 그의 아래 복무하였다.  핼렉의 본부로 돌아온 그는 코린스 공방전에 군대를 동행하였고 핼렉의 지형 기사에게 보조인으로 지냈으나 자신에게 오하이오 보병 연대의 대령직을 제공한 윌리엄 테쿰세 셔먼 여단 장군을 알게 되었다.  이 임명은 실패로 끝났으나 셰리든은 이후에 미시간주지사 오스틴 블레어를 대표하여 그를 청원한 친구들 (훗날의 전쟁장관 러셀 A. 앨저를 포함)에게 도움을 받았다.  셰리든은 장착된 팔의 경험이 없음에 불구하고 그해 5월 27일 미시간 제2 기마대의 대령으로 임명되었다.
한달 후에 셰리든은 전투에서 자신의 첫 군단들을 지휘하여 자신의 연대를 포함한 작은 여단을 지도하였다.  7월 1일 분빌 전투에서 그는 제임스 R. 차머스 여단 장군의 남군 기마대의 몇몇 연대들을 저지하였고, 시끄러운 전환으로 대규모 측면 공격을 비끼게 하였으며 적의 배치들에 관하여 중요 정보를 보고하였다.  그의 활동들은 그들이 셰리든의 여단 장군의 진급을 추천한 윌리엄 S. 로즈크랜스 장군을 포함한 사단장들을 매우 감동시켰다.  그들은 핼렉에게 "부족한 준장; 좋은 것들이 부족하다 ...  당신이 셰리든의 진급을 얻을 것을 아래 서명자는 정중하게 구걸합니다.  그의 무게는 그에게 가치가 있습니다."라고 썼다.  승진은 9월에 찬성되었으나 분빌 전투에서 그의 작전들로 보상으로 7월 1일로 발효되었다.  그 일은 그에게 준 그의 동료 장교들 중의 하나가 전쟁을 통하여 셰리든을 탈 "리엔지" (미시시피주 리엔지의 작은 접전의 이름을 딴)라 불리는 말을 주어진지 전투의 겨우 이후였다.
셰리든은 돈 칼로스 뷰얼 소장의 오하이오 군대에서 제11사단 3군단를 명령하는 데 지정되었다.  10월 8일 셰리든은 페리빌 전투에서 자신의 사단을 지도하였다.  완전한 군대가 나타날 때까지 일반적인 교전을 유발하지 않을 것을 명령 받은 셰리든은 그럼에 불구하고 닥터스 크리크에서 논쟁의 여지가 있는 물 공급을 점유하는 데 자신의 부하들을 북군의 전선을 넘어 멀리 보냈다.  자신이 3군단 사령관 찰스 길버트 소장에 의하여 다시 명령을 받았어도 남군은 양군이 많은 사상자를 낸 피비린내 나는 교착 상태인 전투를 여는 데 셰리든의 성급한 운동에 자극을 받았다.
12월 31일 스톤스 리버 전투의 첫날 셰리든은 남군의 공격을 예상하여 전투를 위한 준비에서 자신의 사단을 배치시켰다.  그의 사단은 남군의 탄약이 다 나가고 철수하는 데 강요되었을 때까지 자신의 앞에서 그들의 맹공격을 저지하였다.  이 작전은 강력한 수비 위치에서 집결하는 데 북군에게 시간을 주는 것에 수단이었다.  자신의 활동들로 그는 1863년 4월 10일 소장 (1862년 12월 31일 계급의 날짜와 함께)으로 진급되었고 컴벌랜드 군대의 제2사단 4군단의 사령이 주어졌다.  6개월에 그는 대위에서 소장으로 올라갔다.
컴벌랜드 군대는 스톤스 리버 전투의 충격으로부터 회복하였고 남군의 장군 브랙스턴 브래그를 상대로 여름 공세를 위하여 준비하였다.  셰리든의 군대는 로즈크랜스의 눈부신 털라호마 캠페인에서 브래그를 상대로 전진한 지도적인 사단이었다.  9월 20일 치커모가 전투의 이틀날에 셰리든의 사단은 제임스 롱스트리트 중장의 남군에 의한 공격에 대항한 라이틀힐에 당당한 입장을 취하였으나 압도당했다.  군사령관 로즈크랜스는 자신의 부하들을 위하여 명령들을 남가지 않고 채터누가로 달아났고 무엇을 할지 확실하지 않던 셰리든은 군대의 나머지와 후퇴하는 데 자신의 사단을 명령하였다.  조지 H. 토머스 소장의 사단 만이 굳게 섰다.  토머스 소장으로부터 전장에서 그의 부하들이 홀로 만들고 있는 필사적인 입장에 관한 전갈을 받은 셰리든은 자신의 사단을 전투로 되돌리라고 명령했으나 그들은 우회로를 택하고 북군이 꺾이기 전까지 도착하지 않았다.  그럼에 불구하고, 로즈크랜스와 셰리든의 동료 일부와 달리 셰리든의 복귀하는 시도는 아마 그의 경력을 구했을 것이다.
채터누가 전투가 일어난 동안 11월 25일 미셔너리 리지에서 셰리든의 사단과 토머스의 군대에서 다른 사단들은 토머스와 그랜트의 명령과 기대들을 넘은 거친 혐의로 남군의 전선들을 돌파하였다.  자신의 부하들이 물러서기 바로 전에 셰리든은 그들에게 "치커모가를 기억하라"고 말하고 많은이들은 그들이 자신의 전선에서 소총의 구덩이의 전선으로 명령을 받으면서 전진하면서 그 이름을 소리쳤다.  위에서 적군의 사격에 직면한 그들은 능선을 계속했다.  셰리든은 능선의 볏에 대한 개요를 한 남군 장교들의 단체를 발견하고 "여기 당신이 있습니다!"라고 소리쳤다.  폭발하는 껍질이 흙과 함께 그를 뿌렸고 그는 "그것은 존나 비관적이다!  나는 그것을 위하여 총들을 가져갈 것이다!"고 답하였다.  북군은 능선에 남군의 전선들을 통하여 전격 돌파하였고 브래그의 군대는 후퇴로 떨어졌다.  셰리든은 치커모가 역에 있는 남군의 공급물 창고로 브래그를 쫓는 데 충동적으로 자신의 부하들을 명령하였으나 자신이 자신의 명령이 지금까지 유일한 것이었다는 것을 알아차릴 때 그들을 도로 불렀다.  그랜트 장군은 전투 후에 "셰리든의 빠른 움직임에 컴벌랜드 군대와 국가는 그날 포로, 포병과 작은 무기들의 포획의 대량으로 빚을 졌다.  그의 빠른 추격을 제외하고 이런 식으로 너무 이루어지지 않았을 것이다." 라고 보고하였다.  그랜트는 셰리든에 제외적인 군인을 찾아 동부 전선에서 그의 도움을 다시 요청하였다.

### 오벌랜드 캠페인
전체 북군의 총사령관으로 새롭게 승진된 율리시스 S. 그랜트 중장은 포토맥군의 기마대를 명령하는 데 동부 전선으로 셰리든을 소환하였다.  셰리든에게 알려지지 않은 것으로 그는 사실 윌리엄 B. 프랭클린 소장 후에 그랜트의 두번째 선택이었으나 그랜트는 헨리 W. 핼렉 참모로부터 셰리든에 관한 제안에 동의하였다.  전쟁 후에 그리고 자신의 회고록에 그랜트는 셰리든이 직업을 위하여 자신이 원했던 바로 그 사람이었던 것을 주장하였다.  셰리든은 그랜트의 로버트 E. 리 장군에 대항하는 대규모 오벌랜드 캠페인의 시작이 있끼 한달 적게 전에 1864년 4월 5일 포토맥군의 본부에 도착하였다.
캠페인의 초기 전투들에서 셰리든의 기마대는 그 전통적 역할 - 상영, 정찰 그리고 열차와 후방 지역들을 경비하는 것으로 군사령관 조지 미드 소장에 의하여 셰리든의 좌절감으로 많이 강등되었다.  광야 전투 (1864년 5월 5일 ~ 5월 6일)에서 숲이 우거진 지형은 기마대의 중요한 역할을 방지하였다.  군대가 스코칠베이니아 코트 하우스의 방향으로 남군의 오른쪽 측면을 돌면서 셰리든의 군인들은 광야로부터 도로를 비우지 못하여 5월 5일 플랭크 로드를 따라, 그리고 5월 6일부터 5월 8일을 거쳐 토드스 태번을 따라 교전들을 잃어 북군의 보병이 도착할 수 있기 전에 남군이 중요한 교차로들을 점령할 수 있도록 허용되었다.
미드가 명령대로 셰리든이 상영과 정찰의 임무들을 수행하지 않은 것으로 그를 견책했을 때 셰리든은 미드의 상관 그랜트 장군에게 직접 가서 그의 군단들은 전략적 습격 임무들로 배정될 것을 추천하였다.  그랜트는 동의하였고 5월 9일부터 5월 24일을 통하여 리치먼드를 향하여 습격에 그를 보내 곧장 남군 기마대를 도전하였다.  습격은 희망했던 것보다 덜 성공적이었으며 5월 11일 그의 군인들이 옐로 태번에서 남군 기마대 사령관 젭 스튜어트 소장을 죽일 수 있었어도 습격은 전혀 심각하게 리치먼드를 위협하지 않았고 그것은 스포칠베이니아와 노스앤나를 위하여 그랜트를 기마대의 정보 없이 놓고 말았다.  역사가 고든 C. 리아는 "스코칠베이니아 코트 하우스로부터 그의 기마대를 데리고 셰리든은 리를 상대로 그의 전투들에서 그랜트를 심하게 장애시켰다.  북군은 캠페인에서 결정적인 시기에 북군은 그의 눈과 귀를 빼앗겼다.  그리고 리치먼드의 방어들로 대담하게 전진하는 데 셰리든의 결정은 그의 명령을 위태롭게 한 불필요한 쇼보팅에 시달렸다."고 썼다.
포토맥군이 재입대한 셰리든의 기마대는 호즈숍 전투 (5월 28일)에서 기술적인 승리로 싸웠으나 사상자가 많았고 남군 기마대가 북군의 처분에 관하여 귀중한 정보를 얻도록 하였다.  그 일은 콜드하버 전투 (6월 1일 ~ 6월 12일)를 촉발한 중요한 교차로를 점령하였고 강화될 때까지 수많은 공격들을 견디어 냈다.  셰리든은 그러고나서 버지니아 세트럴 철도를 끊고 데이비드 헌터 소장의 셰넌도어 계곡 군대와 연결하는 데 북서부로 습격을 진행하였다.  그는 웨이드 햄프턴 소장 아래의 남군 기마대에 의하여 차단되고 트레빌리언 스테이션 전투에서 꺾여 습격의 모든 목표에 실패하였다.

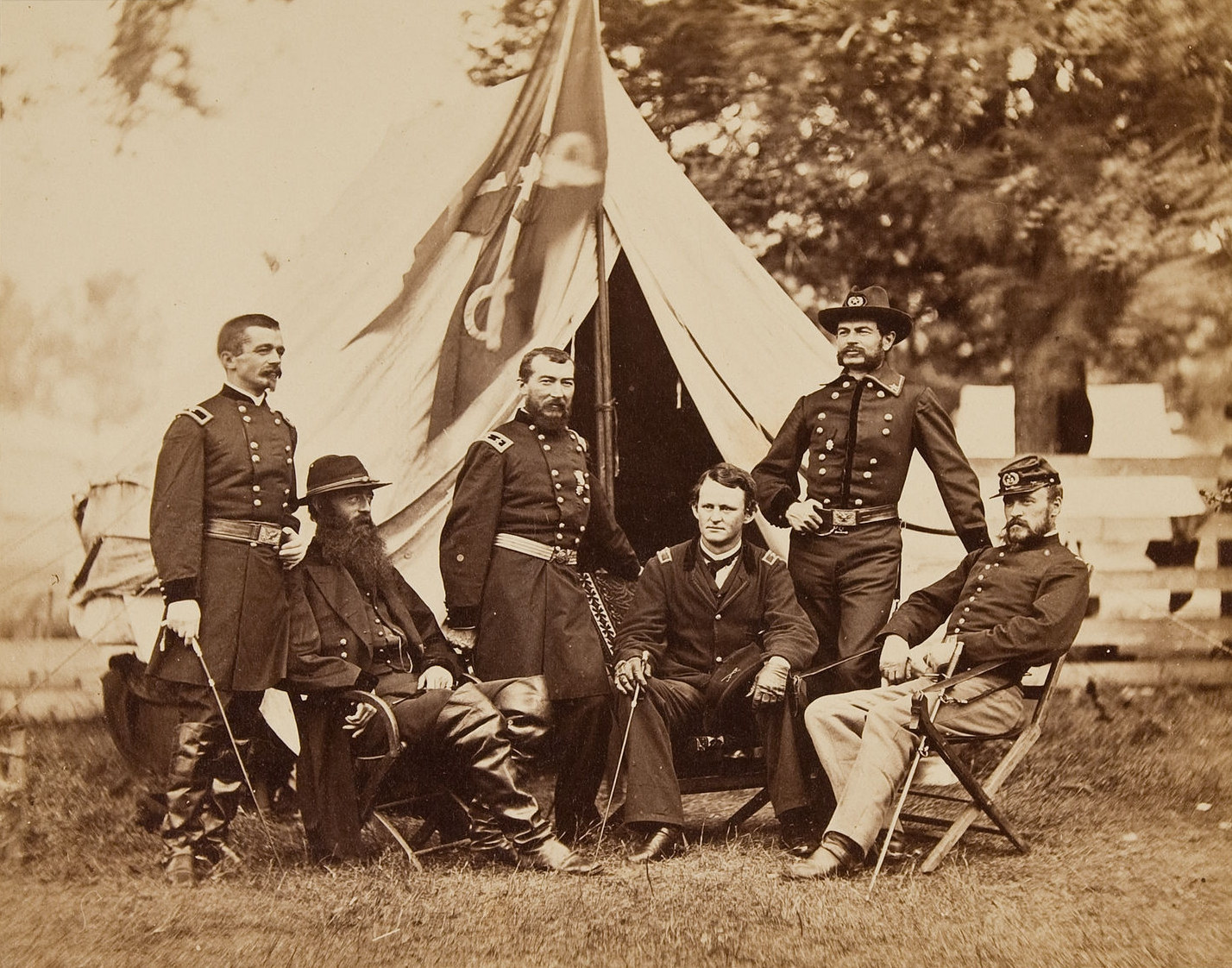
1864년 셰리든의 천막 앞에서 그의 장군들과 함께 (좌로부터 웨슬리 메릿, 데이비드 맥머트리 그레그, 셰리든, 헨리 E. 데이비스 (서있는 이), 제임스 H. 윌슨과 앨프리드 토버트)

역사는 오버랜드 캠페인에서 셰리든의 성공에 확실히 엇깔린 의견을 이끌어내며 옐로태번 전투에서 북군의 승리가 매우 분명하기 때문에 적지 않은 부분이 있고, 젭 스튜어트의 사망에 의하여 강조되었고 다른 활동과 전투를 가리는 경향이 있다.  캠페인에서 기마대의 활동들에 관한 셰리든의 보고에서 그는 "결과는 끊임없는 성공이었고 반군 기병의 거의 완전 전멸이었다.  우리는 우리가 원하는 시간과 장소에서 행진하였고, 우리는 항상 공격측이었으며 항상 성공적이었다."고 썼다.  상방된 견해는 4개의 전술적 습격들 (리치먼드, 트레빌리언, 윌슨-카우츠와 퍼스트딥 보텀)과 캠페인의 13개 주요 기병 교전에 관하여 셰리든의 어떤 군대들이 간신히 파괴를 피했던 호즈숍, 트레빌리언, 미도우 브리지, 사마리아 처치와 윌슨-카우츠 습격 패배들과 함께 옐로우 태번 만이 북군의 승리였다는 것을 적어둔 역사가 에릭 J. 위턴버그에 의하여 출판되었다.

### 셰넌도어군
전쟁을 통하여 남부는 메릴랜드주와 펜실베이니아주를 침입하고 워싱턴 D. C.를 위협하는 데 셰넌도어 계곡을 통하여 군대들을 버지니아주의 외부로 파견하였다.  1864년의 셰넌도어 계곡 전역 캠페인에서 같은 양식을 따르고 피터스버그 공방전으로부터 그랜트를 산만하게 하기를 바란 주벌 얼리 중장은 워싱턴 근처에서 북군을 공격하고 펜실베이니아주에서 몇몇의 타운들을 습격하였다.  침입에 의하여 일으켜진 정치적 소동에 반응한 그랜트는 셰넌도어군으로 알려진 야전 부대인 중앙 군사 중앙 군사 사단을 결성하였다.  셰리든이 군대를 지휘하려고 한 동안 군사 사단을 위하여 후자의 2명과 함께 그는 조지 미드, 윌리엄 B. 프랭클린과 데이비드 헌터를 포함한 다양한 사령관 후보자들을 숙고하였다.  이 전체의 선택들은 그랜트 혹은 전쟁부, 그리고 그런 높은 직위를 위하여 그가 너무 어린 것으로 믿은 전쟁 장관 에드윈 M. 스탠턴의 반대에 의하여 거절되었고 셰리든이 1864년 8월 7일 하퍼즈페리에서 둘다의 역할에 사령직을 택하였다.  그의 특명은 얼리의 군대를 꺾고 북부의 침입로를 봉쇄하는 목적 뿐만 아니라 남부에게 생산적인 농업 지역으로서 셰넌도어 계곡을 부인하는 것이었다.  그랜트는 셰리든에게 이렇게 말했다. - "이런 습격들을 예상해야 할 군대는 그들 사이에서 살아남을 수 있는 한 사람들은 알려져야 하고 우리는 모든 위험에서 그들을 중지하기로 결정했습니다 ... 적군에게 휴식을 주지 않습니다 ... 당신이 할 수 있는 철도와 곡식에 피해를 입혀요.  추가 심기를 방지하는 것에 관하여 모든 설명 중의 재고와 니그로들을 반출해요.  만약 전쟁이 1년 더 지속된다면 우리는 셰넌도어 계곡이 척박한 황무지로 남아있기를 원합니다."
느린 출발을 한 셰리든은 얼리에 도달하는 강화로 결성하고 반응하는 데 시간이 필요했으며 그랜트는 "당신에 대한 이점으로" 공격을 발포하지 않도록 명령을 내렸다.  그리고 아직 그랜트는 셰리든의 발전 부족으로 좌절감을 표했다.  군대들은 한달 동안 교전하지 않은 상태로 남아있었으며 1864년 미국 대통령 선거가 가까워지면서 북부에서 정치적 충격을 일으켰다.  2명의 장군은 찰스타운에서 9월 16일 회담을 가지고 셰리든이 4일 안에 그의 공격들을 시작할 것을 동의하였다.
9월 19일 셰리든은 제3차 윈체스터 전투에서 얼리의 더욱 작은 군대를 꺾고 피셔스힐 전투에서 승리와 함께 9월 22일에 따라졌다.  얼리가 재편성을 시도하면서 셰리든은 자신의 특명의 징벌적 작전들을 시작하여 가축과 조항들을 포위하거나 공격하고, 헛간, 제재소, 공장, 철도들을 불태우는 데 웨인스보로 만큼 멀리 남부로 자신의 기마대를 보냈다.  셰리든의 부하들은 자신들의 업무를 가차 없이 했고 완전히 1036km² 이상 거주 불가를 세웠다.  필수 자원들은 과정에서 남부로부터 효과적으로 지켜졌다.  파괴는 셔먼 장군의 조지아주를 통하여 바다로 행렬 - 그것을 지지하는 대중들에게 전쟁의 효과를 운영하고 가져오는 것으로부터 군대에게 기지를 부인하는 것의 초토화 전술을 예고하였다.  거주민들은 이 넓게 퍼진 파괴를 "불타는" 것으로 추천하였다.  남군은 이 시기 동안 게으르지 않았고 셰리든의 부하들은 빨찌산 유격병 대령 존 S. 모스비에 의한 게릴라 습격에 시달렸다.

셰리든의 기마대

셰리든이 얼리가 효과적으로 활동하지 않는 것을 추정하고 피터스버그에서 그랜트에게 재가입하는 데 자신의 군대를 철수시키는 것을 숙고했어도 얼리는 강화를 받고 10월 19일 셰리든이 윈체스터에서 10 마일 떨어져 그의 군대에서 결석했던 동안 세다크리크에서 잘 수행된 공격을 발포하였다.  포병의 먼 소리를 들은 그는 공격적으로 그의 명령에 말을 탔다.  그는 오전 10시 30분 경에 전장에 도달하였고 자신의 부하들을 집결하기 시작했다.  셰리든을 위하여 다행이도 얼리의 부하들은 주의를 기울이기에 너무나 바빴으며 그들은 배가 고프고 지쳤으며 북군의 막사를 약탈하는 데 떨어졌다.  셰리든의 제4군단을 지휘한 호레이쇼 G. 라이트 소장이 이미 자신의 부하를 집결하고 그들의 후퇴를 막았어도 셰리든의 활동들은 정통적으로 하루를 구한 것으로 인정을 받았다.  얼리는 자신의 가장 의미적인 패배를 다루어 오면서 자신의 군대를 이후의 공격 활동의 거의 무능하게 만들었다.  북군은 이제 셰넌도어 계곡을 확고히 통제하고 리치먼드에서 남부의 수도를 공격할 수 있는 더 큰 기회를 가질 것이었다.  셰리든은 에이브러햄 링컨 대통령으로부터 개인적인 감사의 편지를 받았고 11월 8일로 봐서 정규군에서 소장의 계급으로 올라가 그랜트, 셔먼과 미드에 이어 그를 미국 육군에서 4번째 순위 장군으로 만들었다.  유명한 시 〈셔먼의 승마〉는 장군의 전투로 복귀를 기념하는 데 토머스 뷰캐넌 리드에 의하여 작성되었다.  셰리든은 리드의 시가 자신을 데려온 유명세를 탔으며 자신의 말 리엔지를 시의 후렴 "윈체스터, 20 마일 떨어진 곳"에 기초를 둔 윈체스터로 다시 이름을 지었다.  시는 공화당의 선거 운동에서 넓게 사용되었고 어떤이들은 그것으로 링컨의 승리를 인정하였다.
셰리든은 가벼운 접전과 게릴라들을 싸우면서 영유된 다음 몇달을 보냈다.  남부로 이동하여 피터스버그를 공급하는 버지니아 센트럴 철도를 끊는 데 셰리든을 위하여 그랜트가 자신의 권고를 지속하였어도 셰리든은 저항하였다.  라이트의 제4군단은 11월 그랜트에게 가입하러 돌아왔다.  셰리든의 남은 부하들, 주로 기마대와 포병은 결국 1865년 2월 27일 자신들의 겨울 본부로부터 나가 동부로 향했다.  그랜트 장군으로부터 명령들은 대체로 재량적이었으며 그들은 버지니아 센트럴 철도와 제임스강 운하를 파괴하고, 만약 실행할 수 있다면 린치버그를 포위하고 그러고나서 노스캐롤라이나주에서 셔먼에 가입하거나 윈체스터로 돌아가는 것이었다.

### 애퍼매턱스 캠페인

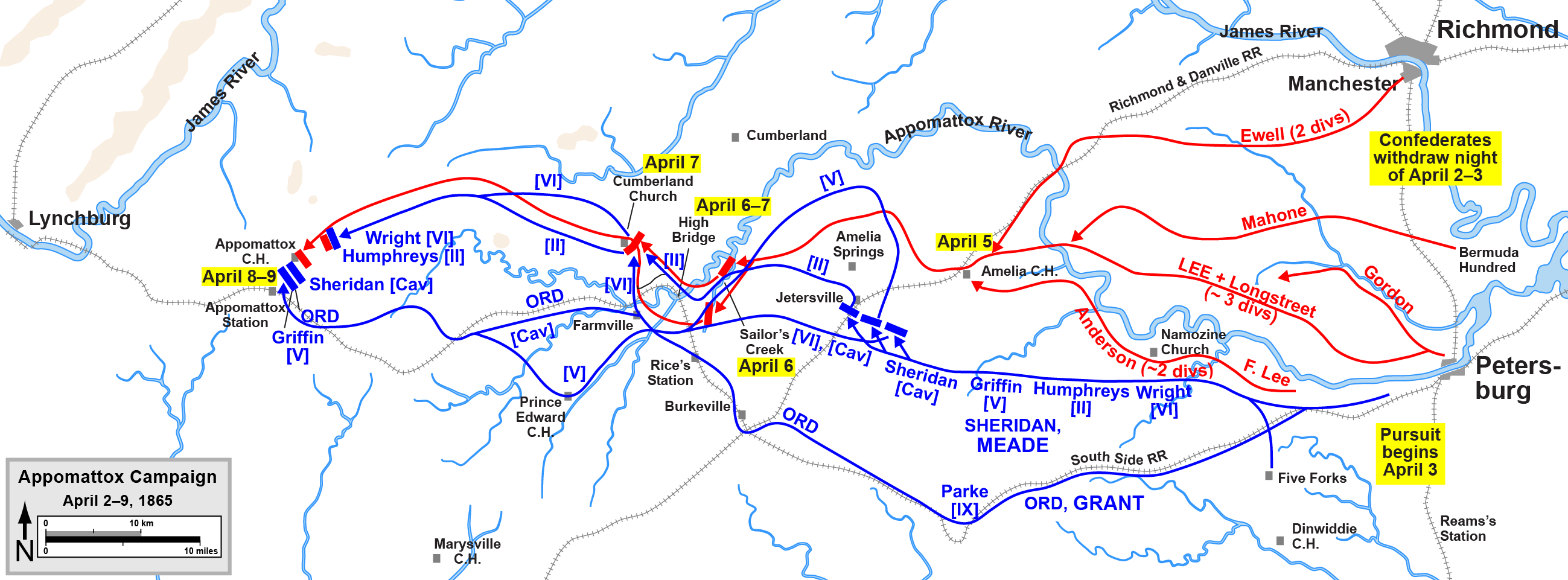
애퍼매턱스 캠페인에서 로버트 E. 리의 후퇴 (1865년 4월 3일 ~ 4월 9일)

셰리든은 그랜트의 명령들을 자유롭게 해석하였고 1865년 3월 노스캐롤라이나주로 향하는 대신 그는 피터스버그에서 포토맥군에 재가입하러 이동하였다.  그는 자신의 회고록에 "전쟁이 거의 끝나가고 있었다는 것을 느낀 나는 나의 기마대가 죽음이기를 바랬다."라고 썼다.  남북 전쟁에서 그의 가장 좋은 복무는 로버트 E. 리의 군대에 대한 끊임 없는 추격이 있던 동안 시연되어 그랜트를 위하여 효과적으로 애퍼매턱스 캠페인의 가장 중요한 측면을 관리하였다.
피터스버그로 가는 길에 3월 2일 웨인스보로 전투에서 그는 얼리의 군대의 나머지를 가두고 1500명의 군인들이 항복하였다.  셰리든은 드윈들 코트하우스에서 3월 31일 조지 피켓에 맞섰으나 4월 1일 그는 파이브 포크스 전투에서 리 장군의 지지선을 끊어 피터스버그에서 철수하도록 리를 강요하였다.  이 전투가 일어난 동안 그는 이후에 조사 법원이 정당하지 않다고 결정된 상황에 따라 제4군단의 명령으로부터 거버누어 K. 워런 소장을 제거함으로서 셰리든은 그의 군사 경력을 망쳤다.
4월 6일 세일러스 크리크 전투에서 셰리든의 공격적이고 잘 수행된 활약은 효과적으로 리의 군대의 운명을 봉인하여 그의 남은 부하들의 20 퍼센트 이상을 포로로 잡고 리치먼드의 방어를 버리도록 그를 강요하였다.  다음날 링컨 대통령은 그랜트에게 전보를 보냈다. - "셰리든 장군은 '내가 리가 항복할 것을 생각하는 것이 발행된다면' 기사가 발행되도록 하시오."  4월 9일 애퍼매턱스 코트 하우스에서 현장으로 치열하게 달려간지 3일 후에 셰리든은 리의 탈출을 막아 그날 늦게 북부 버지니아 군대의 항복을 강요하였다.  이 최종의 날들에 그랜트는 리틀 필의 활약을 다음과 같이 요약하였다. - "난 셰리든 장군이 장군으로서 우월한 사람이 없고, 살던 죽던 그리고 아마도 동등하지 않을 것이라고 믿는다."

## 재건
리와 노스캐롤라이나주에서 조지프 E. 존스턴 장군의 항복 후, 남아있던 단 하나의 상당한 남군의 현장력은 에드먼드 커비 스미스 장군 아래 텍사스주에 있었다.  1865년 5월 17일 지체 없이 스미스를 꺾고 텍사스주와 루이지애나주를 합중국의 통치로 복구하는 목적으로 그랜트는 셰리든을 남서부의 군사 구역의 사령관으로 임명하였다.  하지만 스미스는 셰리든이 뉴올리언스에 도달하기 전에 항복하였다.  그랜트는 또한 40,000명의 프랑스 군인들이 막시밀리아노 1세의 꼭두각시 체제를 지탱하고 있었던 이웃하는 멕시코에서 상황에 관하여 걱정이 되어 큰 텍사스주 점령군을 위하여 셰리든을 허락하였다.  셰리든은 3개의 군단에 50,000명의 남성들을 집합시켜 빠르게 텍사스주의 해안 도시들을 점령하고 내륙으로 퍼져 미국-멕시코 국경을 순찰하기 시작하였다.  군대의 존재, 미국의 정치적 압력과 베니토 후아레스의 커져가는 저항은 프랑스군을 멕시코에 자신들의 주장들을 버리고 1866년 나폴레옹 3세가 자신의 군대를 철수시키도록 권유하였다.  셰리든은 이후에 자신의 회고록에 그는 후아레스의 군대들에게 무기들을 공급했다는 것을 인정하였다.
1866년 7월 30일 셰리든이 텍사스주에 있었던 동안 뉴올리언스에서 백인 폭도가 주의 헌법 제정회의를 깨뜨렸다.  34명의 흑인들이 살해되었다.  셰리든이 돌아온지 짧은 후에 그는 그랜트에게 "이 도시에서 30일 사건에 대해 더 많은 정보를 얻을수록 더욱 역겹습니다.  그것은 폭동이 아닌 순수한 학살입니다."라고 유선하였다.  1867년 3월 재건이 간신히 시작되면서 셰리든은 제5 군사 구역 (텍사스주와 루이지애나주)의 군사 총재로 임명되었다.  그는 전직 남군들을 위하여 심하게 투표 등록을 제한시켰고, 그러고나서 흑인 남성들을 포함한 등록된 투표인들 만이 배심원으로 봉사하는 데 자격을 갖추도록 요구하였다.
1866년의 죽음의 폭동으로 들어간 문의는 다수의 지방 공무원들을 연루시키고 셰리든은 뉴올리언스 시장, 루이지애나주 법무 장관과 지방 판사를 해고시켰다.  그는 이후에 루이지애나주지사 제임스 M. 웰스를 해고시켜 그를 "정치 사기꾼이자 부정직한 사람"으로 지내온 것으로 고발하였다.  그는 또한 전직 남군인 텍사스주지사 제임스 W. 스록모턴을 "주의 재건으로 장애물"인 것으로 해고시켜 이전 선거에서 그에게 패한 공화당원과 함께 그를 대체하였다.  셰리든은 군사 재건 법령와 투표권 문제들의 해석들에 몇달간 앤드루 존슨 대통령과 불화해 왔으며 두번째 해고의 한달 안에 대통령은 셰리든을 해고시켜 분노한 그랜트 장군에게 "사실 그의 지배는 우리 정부의 원칙들 혹은 우리의 무료 기관들의 특성으로 참조 없이 절대 폭정 중의 하나로 지내왔다."고 언급하였다.
셰리든이 텍사스주에서 인기가 없었다면 홀로 별의 주를 위하여 그는 그다지 감사하지도 않았다.  1866년 신문들은 다양한 형성들에 이후의 세월에 그가 되풀이한 성명으로 "만약 내가 텍사스주와 지옥 둘다를 소유했다면 난 텍사스주를 빌리고 지옥에서 살 것이었다."로 말하면서 그를 인용하였다.
셰리든이 서부에서 임무로 할당된 동안 그랜트 행정부 동안 그는 재건에서 머뭇거리던 문제들과 다루는 데 2개의 추가적 차례에 걸쳐 루이지애나주로 보내졌다.  1875년 1월 불법적인 의미들에 의하여 통제권을 장악하는 데 공화당원과 민주당원들 둘다에 의하여 시도들에 이어 루이지애나주 입법부에 연방군이 개입하였다.  셰리든은 논쟁의 여지가 있던 1872년 주 선거의 승자인 공화당 카펫배거 윌리엄 P. 켈로그를 지지하였고 그의 정권 반대자들은 전부 군사 재판과 자신들의 인신 보호 권리의 상실을 복종해야 할 "산적"이었다는 것을 선언하였다.  그랜트 행정부는 엄청난 대중의 항의 끝에 포기하였다.  뉴욕 월드 신문의 표제는 "포학!  죽임을 당한 주권 국가!"였다.  1876년 셰리든은 논쟁의 여지가 있던 대통령 선거의 여파로 평화를 지키는 군인들을 지휘하는 데 뉴올리언스로 보내졌다.

## 인디언 전쟁
그레이트플레인스에 인디언들은 남북 전쟁이 일어난 동안 정통적으로 평화롭게 지내왔다.  1864년 콜로라도의 민병대 장교 존 코빙턴 소령은 샌드크리크에서 아라파호족과 남부 샤이엔족의 평화로운 마을을 공격하여 150명 이상의 인디언들을 살해하였다.  그 공격은 인디언들과 총력전에 불을 붙였다.  2,590,000km² 이상의 행정적 지역으로 미시시피강과 로키산맥 사이에 전체의 대지를 에워싼 그레이트플레인스의 보호는 미주리 주무국 아래 떨어졌다.  윈필드 스콧 핸콕 소장은  1866년 주무국으로 할당되었으나 자신의 캠페인을 잘못 처리하여 샤이엔족과 수족의 앙갚음의 습격들에 결과를 가져왔다.  인디언들은 지속적으로 우편 마차들을 공격하고, 역들을 불태우고 피고용인들을 살해하였다.  그들은 또한 국경에서 숙고적인 다수의 정착자들을 강간하고, 살해하고 납치하였다.  그레이트플레인스에서 당양한 지사들로부터 압박 아래 그랜트 장군은 필 셰리든에게 향했다.
1867년 8월 그랜트는 미주리 주무국의 우두머리를 맡고 평원을 평정하는 데 셰리든을 임명하였다.  심지어 주의 민병대와 함께 보충된 그의 군대는 실제 효과를 내기에는 너무 얇게 퍼졌다.  그는 셰넌도어 계곡에서 자신이 이용했던 것과 비슷한 전략을 구상하였다.  1868년 ~ 69년의 겨울 캠페인에서 그는 샤이엔족, 카이오와족과 코만치족을 공격하여 그들의 공급물과 가축을 가져가고, 저항한 자들을 살해하고 나머지를 보호 구역들로 되돌려 보냈다.  의회 증언에서 홍보하면서 그레이트플레인스에서 들소의 방대한 무리의 도살과 다른 의미들에 의하여 셰리든은 인디언들이 그들의 주요 식량 공급원의 박탈하는 것을 도왔다.  1875년 셰리든은 의회로 다음과 같은 진술을 만들었다. - "항구적 평화를 위하여 들소들이 멸종할 때까지 그들이 죽이고, 가죽을 벗기고 팔도록 하자."  이 전략은 인디언들이 자신들의 조약들을 존중했을 때까지 지속되었다.  셰리든의 주무부는 레드리버 전쟁, 유트 전쟁과 신임하던 부하 조지 암스트롱 커스터 중령의 사망에 결과를 가져온 블랙힐스 전쟁을 지휘하였다.  인디언 습격들은 1870년대 동안 가라 앉았고 셰리든이 미국 육군의 총사령관이 되면서 1880년대 초순까지 거의 끝났다.

## 다른 배정들
1869년 3월 4일 셰리든은 중장으로 진급되었다.  1870년 그랜트 대통령은 셰리든의 요청에 프로이센-프랑스 전쟁에 관찰하고 보고하는 데 그를 보냈다.  프로이센 국왕의 손님으로서 그는 멕시코에서 프랑스군과 자신의 경험들을 따른 자신에게 만족스러웠던 나폴레옹 3세가 프로이센군에게 항복했을 때 출석하였다.  그는 후에 유럽의 대부분을 수낭하였고 프로이센인들은 "승리하는 데 결심과 함께 각각의 전투로 들어간 매우 좋은 용감한 사나이들이었어도 ... 여기서는 전문적으로 배울 것이 없습니다."라는 것을 그랜트에게 보고하는 데 미국으로 돌아왔다.  그는 그들의 기마대를 다루는 것을 비판하였고 미드가 자신을 감독하려고 시도했던 것에 그들의 관행을 매너에 비유하였다.
1871년 시카고 대화재가 일어난 동안 시카고에 있었고, 군사 구호 활동을 조정하였다.  공황을 진정시키는 데 시장은 도시를 계엄령 아래 놓고 그에게 책임을 묻는 포고령을 내렸다.  광범한 소동은 없었으면서 계엄령은 며칠 만에 풀렸다.  셰리든의 거주지는 구해졌어도 그의 전문적과 개인적 서류들은 전부 파괴되었다.
1886년부터 1888년까지 미국 재향군인회 군사 훈장 보훈 기구에서 총사령관으로 지냈다.
1878년 셰리든은 네즈 퍼스족의 추장 조지프의 포획에 보조하는 시간에 그레이트플레인스로 돌아오려고 했다.  1883년 11월 1일 셰리든은 미국 육군의 지휘 장군으로서 셔먼을 승계하였고 제로니모가 포획될 때까지 그 직위를 보유하였다.  1888년 6월 1일 자신의 사망하기 조금 전에 정규군의 장군의 계급으로 승진되었다.

## 옐로스톤
옐로스톤 지역의 보호는 셰리든의 개인적 십자군이었다.  그는 워시번산 원정 (1870년)을 동행하는 데 구스타버스 도언 중위를, 헤이든산 원정 (1871년)을 동행하는 데 존 W. 발로 대위를 승인하였다.  1875년 만큼 일찍이 셰리든은 자연 형성 및 야생 동물의 파괴를 방지하는 데 지역의 군사 통제를 흥행하였다.
1882년 미국 내무부는 공원에서 4000 에이커 (16km²)를 개발하는 데 옐로스톤 공원 개선 회사에게 권리를 부여하였다.  그들의 계획은 공원으로 들어가는 철도를 건설하고 개발업자들에게 대지를 파는 것이었다.  셰리든은 개인적으로 공원의 보호를 위하여 반대를 조직하고 의회에 압력을 가했으며 확장, 군사 통제, 10 에이커 (40,000m²)로 개발을 줄이고 공원 주변 관광지들에 임대를 금지하는 것을 포함하였다.  그의 가한 압력은 곧 성과를 거두었다.  1883년의 선드라이 민사 법안에 조항이 추가되어 셰리든과 그의 지지자들에게 그들이 의문한 거의 모든것을 주었다.  1886년 일련의 비효율적인 후와 어쩌다 형사 감독관들로 셰리든은 공원으로 제1 미국 기마대를 명령하였다.  군사는 국립 공원 서비스가 1916년에 차지했을 때까지 공원을 운영하였다.

## 유산

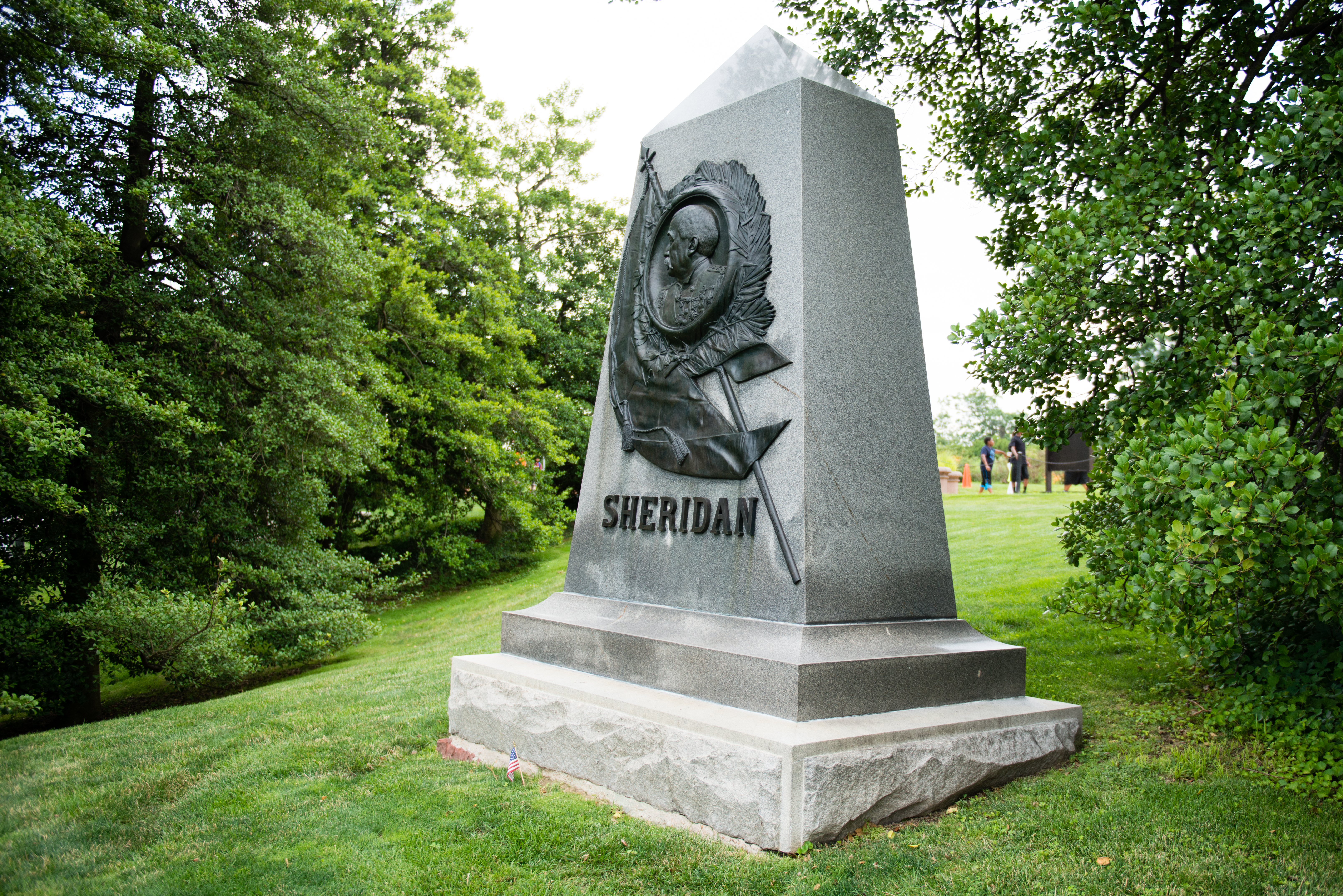
알링턴 국립묘지에 있는 셰리든의 비석. 비문이 워싱턴 D. C.를 향한다.

셰리든은 자신의 공격적인 군사 전술과 빠르게 반응하는 능력으로 자신의 일생을 통하여 잘 알려졌다.  자신의 전쟁터 시절을 통하여 그랜트 장군과 링컨 대통령 같은 북부에서 중요한 인물들에 의하여 칭송을 얻었다.  그는 승리를 위하여 헌신했고 그 목표를 실현하기 위하여 어떤 적과도 맞설 준비가 되어 있었다.  재건은 그를 가혹한 사람으로 보기 위하여 남부를 자극하였다.  그는 직접 남부를 혐오하였고 그것을 인정하는 것을 부끄러워하지 않았다.  그는 전쟁터에서 높이 성공적이었고 북군의 가장 좋은 장교들 중의 하나로 여겨졌다.
일리노이주에 있는 포트셰리든은 셰리든 장군의 시카고로 많은 서비스들을 영예하는 데 이름이 붙었다.
M551 셰리든 탱크는 셰리든 장군의 이름을 땄다.
옐로스톤 국립공원에 있는 셰리든산은 존 W. 발로 대위에 의하여 셰리든을 위하여 이름이 지어졌다.
1890년부터 1891년까지 10 달러 지폐에 셰리든이 나왔다.  그의 흉상은 그러고나서 1896년 5 달러 실버 인증서에 다시 나타났다.  이 드문 지폐들은 오늘날 수집자들에 의하여 큰 수요가 있었다.
몬태나주, 와이오밍주와 캔자스주에 있는 셰리든군들은 그의 이름을 땄다.
뉴욕의 웨스트빌리지에 있는 셰리든 스퀘어는 장군의 이름을 따고 그의 동상은 크리스토퍼 스트리트 공원 가까이 전시되었다.  워싱턴 D. C.에 있는 셰리든 서클과 셰리든 스트리트도 또한 그의 이름을 땄다.
오하이오주에 있는 단 하나의 승마 남북 전쟁 동상은 셰리든을 영예한다.  그것은 셰리든이 자라온 집으로부터 멀지 않은 오하이오주 소머셋에 있는 US 루트 22에 중앙 로터리에 있다.
제2차 세계 대전에서 미국의 리버티 군함 SS "Philip H. Sheridan" 호는 그의 영예에 이름이 붙었다.
알링턴 국립묘지에 있는 셰리든 드라이브는 장군의 묘비를 담은 지역을 부분적으로 둘러쌌다.